# MPEG-2
MPEG-2 är en standard för avkodning av digitalt kodad video.
Då en samplad videosignal håller mycket höga dataflöden, ca 270 Mbit/s, krävs någon typ av komprimering för att kunna lagra och distribuera digital video. Moving Pictures Expert Group, MPEG, tillsatte i början på 1990-talet en kommitté för att ta fram en lämplig standard. MPEG hade tidigare tagit fram en standard för digital video med motsvarande vhs-kvalitet, avsedd för lagring på cd och videotelefon. Den standarden hette MPEG-1 och levererade dataflöden upp till 1,5 Mbit/s. Den nya standarden skulle klara dataflöden upp till 5 Mb/s, men visade sig bli betydligt generellare än man först trott, och kan användas till HDTV med dataflöden upp till 20 Mbit/s. DVB-T, marksänd digital-TV i MPEG-2-format överförs i hastigheter upp till 15 Mbit/s. En dvd-film håller typiskt 3–8 Mbit/s.
MPEG-2 använder sig av DCT-transformering, följt av kvantisering, skurlängdskodning och variabellängdskodning. Dessutom använder MPEG-2 tre typer av bilder, I-, P- och B-bilder, där I står för Intra coded, P för Predictive coded och B för Bidirectionally predictive coded. I-bilderna är i princip JPEG-kodade bilder, medan P- B-bilderna tar hänsyn till tidigare och senare bilder och är därmed av betydligt mindre storlek. Videosekvenser har en naturligt stor temporal korrelation, det vill säga de liknar varandra. Detta tas hänsyn till i P- och B-bilderna med hjälp av att man beräknar rörelser på bild.
MPEG-2 är definierade i ISO-standardfamiljen ISO/IEC 13818:
- ISO/IEC 13818-1 System
- ISO/IEC 13818-2 Video (Bild)
- ISO/IEC 13818-3 Audio (Ljud)
- ISO/IEC 13818-4 Conformance testing (Test av överensstämmelse)
- ISO/IEC 13818-5 Software simulation MPEG-2 mjukvara ()
- ISO/IEC 13818-6 Digital Storage Media Command and Control (DCM-CC) Extensions
- ISO/IEC 13818-7 Advanced Audio Coding
- ISO/IEC 13818-9 Real Time Interface (RTI) Extension
- ISO/IEC 13818-10 DCM-CC Conformance
- ISO/IEC 13818-11 Intellectual Property Management and Protection (IPMP, från MPEG-4)

MPEG-2 stöder följande nivåer ("Levels"):
- Low Level (LL), upp till 352 × 288 bildpunkter (pixels) och upp till 30 bilder/s, maximum 4 Mbit/s
- Main Level (ML), upp till 720 × 576 pixels och upp till 30 bilder/s, maximum 15–20 Mbit/s. Avsedd för Standard Definition TV (SDTV)
- High 1440 Level, upp till 1440 × 1088 och upp till 60 bilder/s, maximum 60–80 Mbit/s. Avsedd för High Definition TV (HDTV)
- High Level (HL), upp till 1920 × 1088 och upp till 60 bilder/s, maximum 80–100 Mbit/s. Avsedd för High Definition TV (HDTV)

MPEG-2 stöder följande profiler ("Profiles"):
- Simple Profile (SP), utan B-bilder, är avsedd för enkla mjukvarutillämpningar
- Main Profile (MP), stöds av 90 % av SDTV och HDTV-marknaden
- Multiview Profile (MVP), används för inspelning med två kameror med liten vinkelskillnad (bland annat för tredimensionell TV)
- 4:2:2 Profile (422P), används för studioinspelningar med bättre färgupplösning
- SNR Profile, skalbar profil
- Spatial Profile, skalbar profil
- High Profile (HP), skalbar profil för professionella/studio HDTV-inspelningar

Kombinationerna mellan profiler och nivåer betecknas som till exempel: MainProfile@MainLevel eller MainProfile@HighLevel. Tillåtna kombinationer:
SP@ML, MP@LL, MP@ML, MP@H1440L, MP@HL, MVP@ML, 422P@ML, 422P@HL, SNRP@LL, SNRP@ML, SpP@H1440L, HP@ML, HP@H1440L, HP@HL.